# Acinia pallida
Acinia pallida es una especie de insecto del género Acinia de la familia Tephritidae del orden Diptera.

## Historia
Macquart la describió científicamente por primera vez en el año 1835.